# ASA Film Production
ASA Film Production er en dansk filmproduktionsselskab. Asa Film blev oprettet i 1936 af John Olsen, Lau Lauritzen Jr. og Henning Karmark. Henrik Møller-Sørensen er den nuværende direktør som overtog selskabet i 1990.